# Вуєчка
Вуєчка (пол. Wójeczka) — село в Польщі, у гміні Пацанув Буського повіту Свентокшиського воєводства.
Населення — 196 осіб (2011).
У 1975-1998 роках село належало до Келецького воєводства.

## Демографія
Демографічна структура на день 31 березня 2011 року:
|          | Загалом | Допрацездатний вік | Працездатний вік | Постпрацездатний вік |
| -------- | ------- | ------------------ | ---------------- | -------------------- |
| Чоловіки | 104     | 18                 | 68               | 18                   |
| Жінки    | 92      | 14                 | 42               | 36                   |
| Разом    | 196     | 32                 | 110              | 54                   |